# Stetsenville
Stetsenville ist ein Ort im Südosten des Inselstaates Grenada in der Karibik.

## Geographie
Der Ort liegt im Parish Saint David zusammen mit Syracuse und Baillies Bacolet.